# Vancleavea
Vancleavea es un género de arcosauriforme no arcosaurio acorazado, con extremidades relativamente pequeños del Triásico Superior del oeste de Norteamérica, y es el más antiguo conocido a la fecha. La especie tipo y única conocida es V. campi, nombrada por Long & Murry, 1995. Un esqueleto fósil casi completo fue descubierto en la Cantera Coelophysis en el centro-norte de Nuevo México (Ghost Ranch), y fue preparado en el Museo de Paleontología Ruth Hall en Abiquiú antes de ser formalmente descrito en la publicación Zoological Journal of the Linnean Society en 2009. Vancleavea fue descubierto originalmente en 1962 en el Miembro Petrified Forest del Parque nacional del Bosque Petrificado e inicialmente descrito por Long y Murry en 1995. El género fue nombrado por Phillip Van Cleave, quien descubrió los primeros restos fósiles del género. Vancleavea es un fósil común en varios niveles de la formación Chinle, sin embargo, debido a que sus restos fósiles están mal preservados, es difícil comparar los especímenes a través de los niveles estratigráficos.

## Descripción

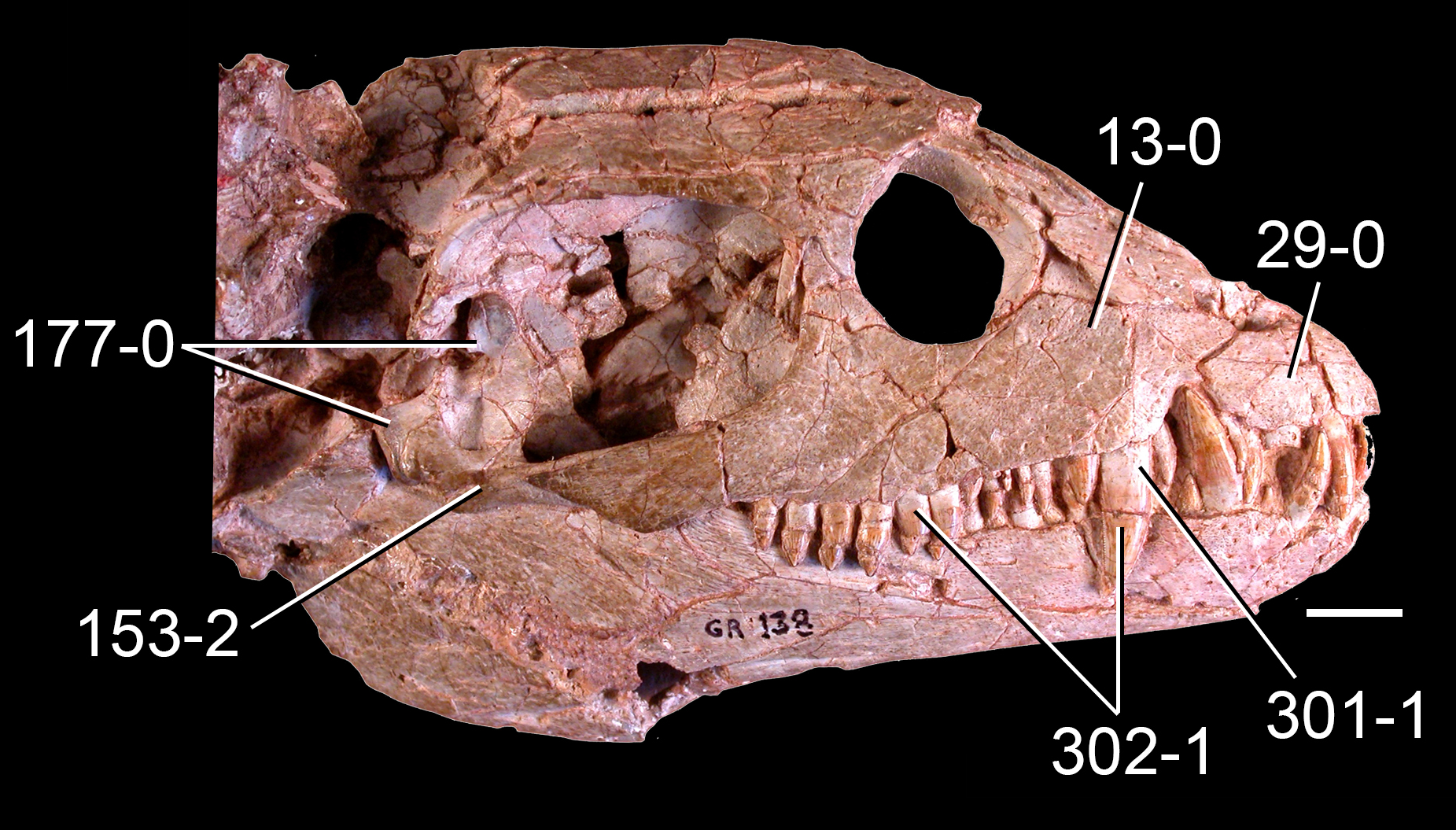
Réplica del cráneo del espécimen GR 138.

Vancleavea medía cerca de 1.2 metros de largo. Una serie de osteodermos imbricados cubrían su cuerpo entero, las extremidades eran cortas, y el cráneo estaba bastante osificado. La fenestra supratemporal está ausente, lo que puede representar un cerramiento secundario en vez de ser un rasgo plesiomórfico. Las narinas se abrían dorsalmente (es decir, las fosas nasales se dirigían hacia arriba) y la mandíbula contiene alargados colmillos caniniformes. Cada osteodermo poseía una pronunciada quilla central y una proyección anterior. El ilion de Vancleavea se parece al de los drepanosaurios, con los que no estaba emparentado. La morfología única de Vancleavea difiere bastante de la de cualquier otro arcosauriforme basal.

## Filogenia
Antes de que el género fuera descrito en 1995, se sugirió que un espécimen adicional consistente de material fragmentario del cráneo hallado por Charles Camp en 1923 pertenecía a un proterocámpsido. Sin embargo, este material fue más tarde referido a un nuevo taxón, Acallosuchus rectori, después de haberse mostrado que era distinto del material postcraneal hallado en 1962. En la descripción inicial de Vancleavea, el género fue referido como un Neodiapsida incertae sedis junto con A. rectori.
Un estudio filogenético de 2008 sugirió tentativamente que Vancleavea era un arcosauriforme basal más derivado que Erythrosuchus, Proterosuchus y posiblemente incluso Euparkeria. En un nuevo estudio de 2009, Vancleavea fue encontrado como más cercanamente relacionado a Archosauria que Erythrosuchus y Proterosuchus, y también fue considerado como externo al grupo corona, con Euparkeria permaneciendo como el más cercano taxón hermano de Archosauria.
Aún existe una controversia sobre si los restos referidos a este género son representativos de un "único taxón de nivel de especie o un clado de taxones cercanamente relacionados que vivieron a través de gran parte del Triásico Superior de Norteamérica, dado el pobre registro fósil del taxón." Diferencias en los osteodermos así como la forma de la tuberosidad interna del húmero en diferentes especímenes pueden sugerir que pertenecen a distintos taxones pero debido a la preservación fragmentaria de estos fósiles, no se pueden distinguir autapomorfias inequívocas que pudieran indicar que son taxones diferentes.

## Paleobiología
Vancleavea tiene características que sugieren un estilo de vida semiacuático. Estas incluyen el largo cuerpo, miembros cortos y la cola muy alta. Vancleavea es único entre los arcosauriformes y los tetrápodos en general en que su cola similar a una aleta era engrosada por osteodermos alargados en vez de altas espinas neurales.